# Templo de Artemisa (Epidauro)
El Templo de Artemisa (en griego antiguo: Ναὸς τῆς Ἀρτέμιδος, romanizado: Naos tēs Artemidos) fue un antiguo templo griego dedicado a Artemisa en el santuario de Asclepio en Epidauro, en Epidauro, Grecia.

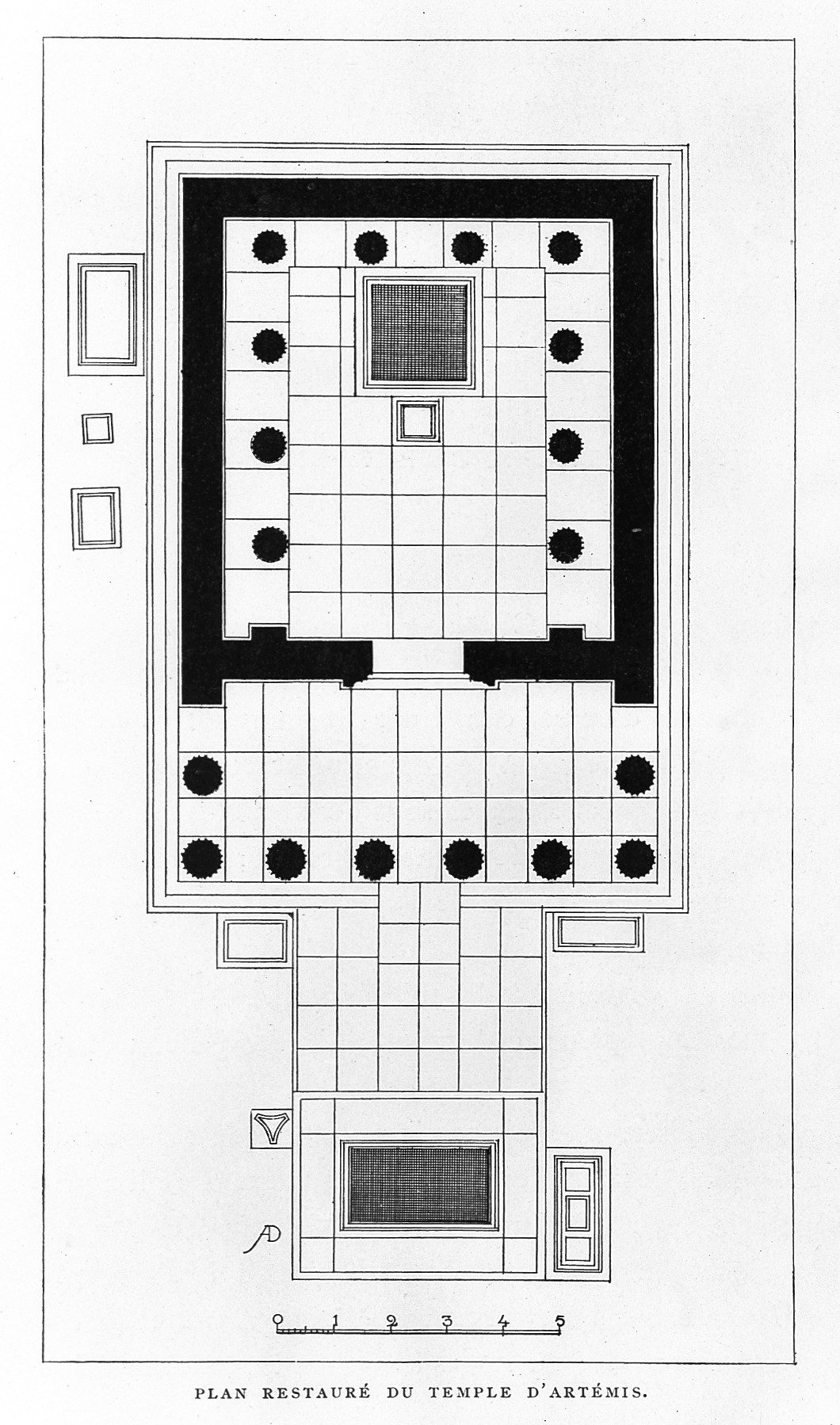
Planta del templo.

Se construyó a finales del período clásico o principios del helenístico, en torno a los años 330-300 a. C. El templo estaba situado en el borde del santuario de Asclepio, al sureste del Templo de Asclepio y al este del tholos. El edificio era de estilo dórico. Tenía una cella y un pronaos próstilo hexástilo, es decir, un pórtico pronaos de seis columnas de ancho y dos de profundidad que se abría hacia el este. El interior de la cella estaba flanqueado por columnas corintias, cuatro a cada lado y cuatro en la parte posterior, lo que hacía un total de diez.
El tejado era de mármol. Las salidas de agua o salidas decorativas de los canalones, también de mármol, tenían forma de cabeza de perro. El altar de Artemisa, adosado al templo, solía estar situado en su lado oriental. Una rampa y un pavimento conducían a él desde el pronaos.
Se conservan elementos decorativos del templo en el Museo Arqueológico Nacional de Atenas y en el Museo Arqueológico de Epidauro.